# Erik Israelsson

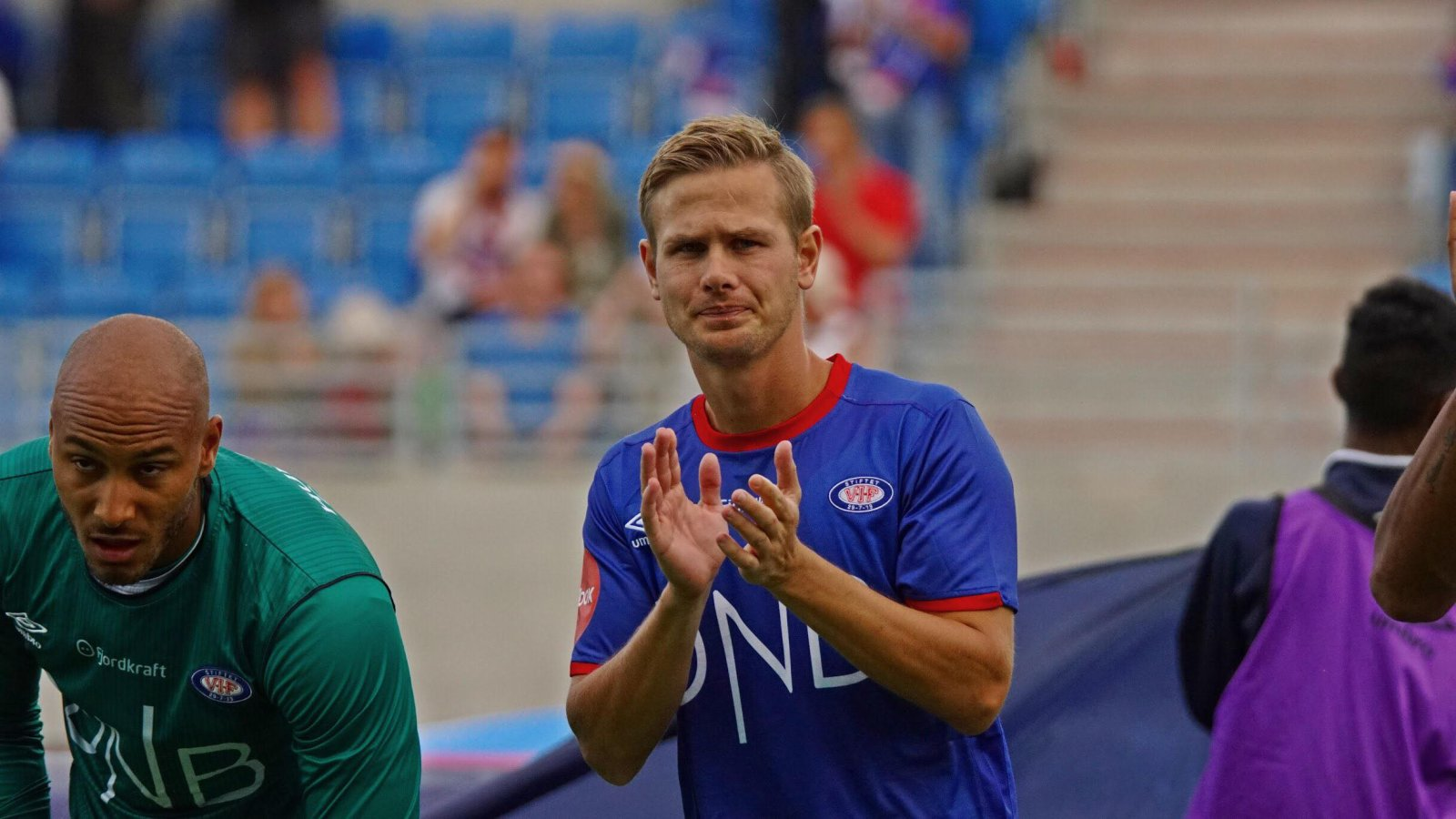

Erik Gustav Roger Israelsson, född 25 februari 1989 i Lindsdal i Kläckeberga församling, är en svensk före detta fotbollsspelare (mittfältare).

## Klubbkarriär

### Kalmar FF
Israelsson kom till Kalmar FF år 2005 från moderklubben Lindsdals IF, där han under den sista delen av säsongen 2007, hade möjlighet att återvända och spela ett antal matcher då KFF och Lindsdal ingått ett tvåvägs-avtal som möjliggjorde flytt under säsongen. Optionen utnyttjades och Erik var med i säsongens sista match och bidrog till att moderklubben klarade sig kvar i division 2. Israelsson spelade, som 19-åring, tre matcher under Kalmar FF:s guldår 2008.
Från säsongen 2010 etablerade sig Israelsson i Kalmars A-lag och var mestadels en startspelare under Allsvenskan 2010, 2011 och 2012; säsongen 2011 blev han dessutom lagets bästa målskytt med 7 mål. 

### Hammarby IF
Inför säsongen 2014 skrev Israelsson ett treårskontrakt med Hammarby IF. Under sin debutsäsong spelade Israelsson 25 matcher och gjorde 4 mål och 4 assist, och var starkt bidragande till att Hammarby vann Superettan och tog klivet upp i Allsvenskan.
Israelsson var en viktig del av laget även 2015, han spelade 22 matcher och gjorde 6 mål och 2 assists. Säsongen fick dock ett abrupt slut för Israelsson i en match mot AIK i den 26:e omgången. I samband med att han nickade in det vinnande 1–0-målet i den 88:e minuten kolliderade han med en AIK-spelare och tappade medvetandet. Israelsson lämnade planen i ambulans och dagen efter meddelade Hammarby att han hade drabbats av en kraftig hjärnskakning och en fraktur på fotleden. Efter säsongens slut röstades han av Hammarbyfansen fram till "Årets Bajenspelare".
I februari 2016 förlängde Israelsson sitt kontrakt i Hammarby med tre år.

### PEC Zwolle
I januari 2017 köptes Israelsson av PEC Zwolle i den holländska ligan med ett kontrakt på 2.5 år. Debuten, och första målet, kom i början på februari när Sparta Rotterdam besegrades med 3–2 på bortaplan. I övrigt hade Israelsson en tuff period i Holland som kantades av skador och utebliven speltid.

### Vålerenga
Under juli 2018 lämnade Israelsson Zwolle för att ansluta till Oslo-klubben Vålerenga i norska högstaligan, initialt på ett lån som senare övergick i en permanent lösning fram till juli 2020. Vid presentationen uttryckte sportchefen förhoppningen att svensken skulle bli en ledare och en förebild för lagets unga spelare.  

### Återkomst i Kalmar FF
I mars 2020 blev Israelsson klar för en återkomst i Kalmar FF med start den 1 augusti då hans kontrakt i Vålerenga löpte ut. Vid tiden för comebacken låg man i botten av tabellen och säsongen blev fortsatt tung för smålänningarna som med Israelsson på det inre mittfältet ändå klarade nytt kontrakt via kvalspel. I september 2022 meddelade Israelsson att han skulle avsluta sin fotbollskarriär vid slutet av säsongen. Han avslutade med att vinna brons i Allsvenskan med Kalmar FF som slutade fyra.

## Landslagskarriär
Israelsson gjorde under 2008-2010 två landskamper för det svenska U21-landslaget.

## Spelstil
Israelsson är en hårt arbetande central mittfältare med ett starkt närkampsspel, en lagspelare av klassiskt snitt. Tack vare bra hoppspänst och tajming är han också ett hot vid inläggsspelet i det offensiva straffområdet.

## Meriter
Kalmar FF
- Allsvenskan: 2008
- Supercupen: 2009

 Hammarby IF
- Superettan: 2014